# Calycomyza egregia
Calycomyza egregia este o specie de muște din genul Calycomyza, familia Agromyzidae, descrisă de Spencer în anul 1963. Conform Catalogue of Life specia Calycomyza egregia nu are subspecii cunoscute.